# Uzan-e Sofla
Uzan-e Sofla – wieś w Iranie, w ostanie Azerbejdżan Zachodni, w szahrestanie Szahin Deż. W 2006 roku liczyła 139 mieszkańców.